# رودريغو كاساغراندي
رودريغو كاساغراندي (بالإسبانية: Rodrigo Casagrande)‏ هو لاعب كرة قدم أوروغواياني في مركز الوسط، ولد في 15 فبراير 1979. لعب مع ناسيونال مونتيفيديو.

## وصلات خارجية
- رودريغو كاساغراندي على موقع قاعدة بيانات كرة القدم.إي يو (الإنجليزية)